# Nyctilampes
Nyctilampes là một chi bướm đêm thuộc họ Geometridae.